# Friedrich Wöhler

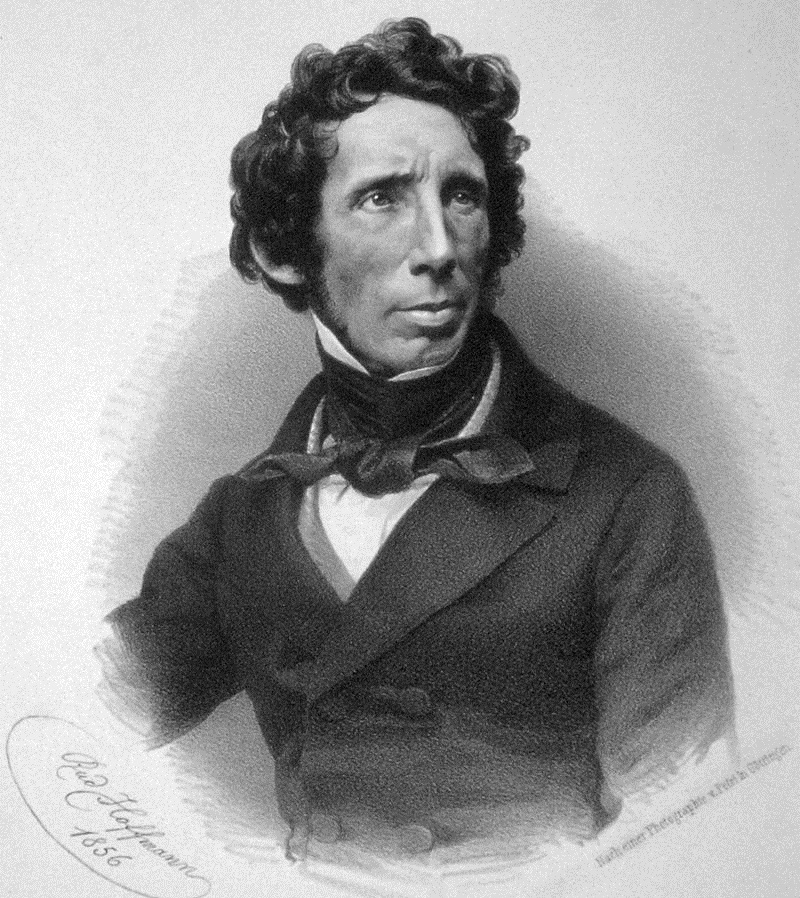
Friedrich Wöhler, Lithographie von Rudolf Hoffmann, 1856

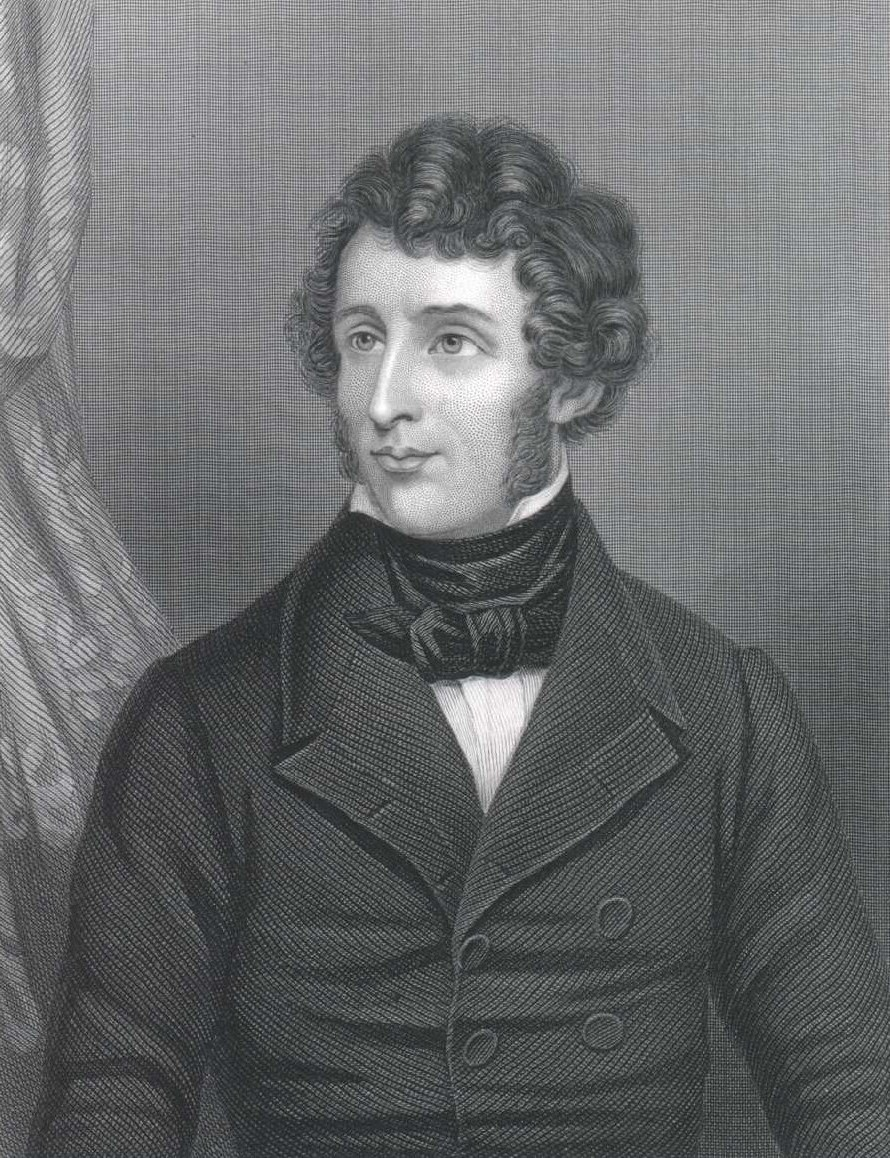
Friedrich Wöhler, Stich (1840)

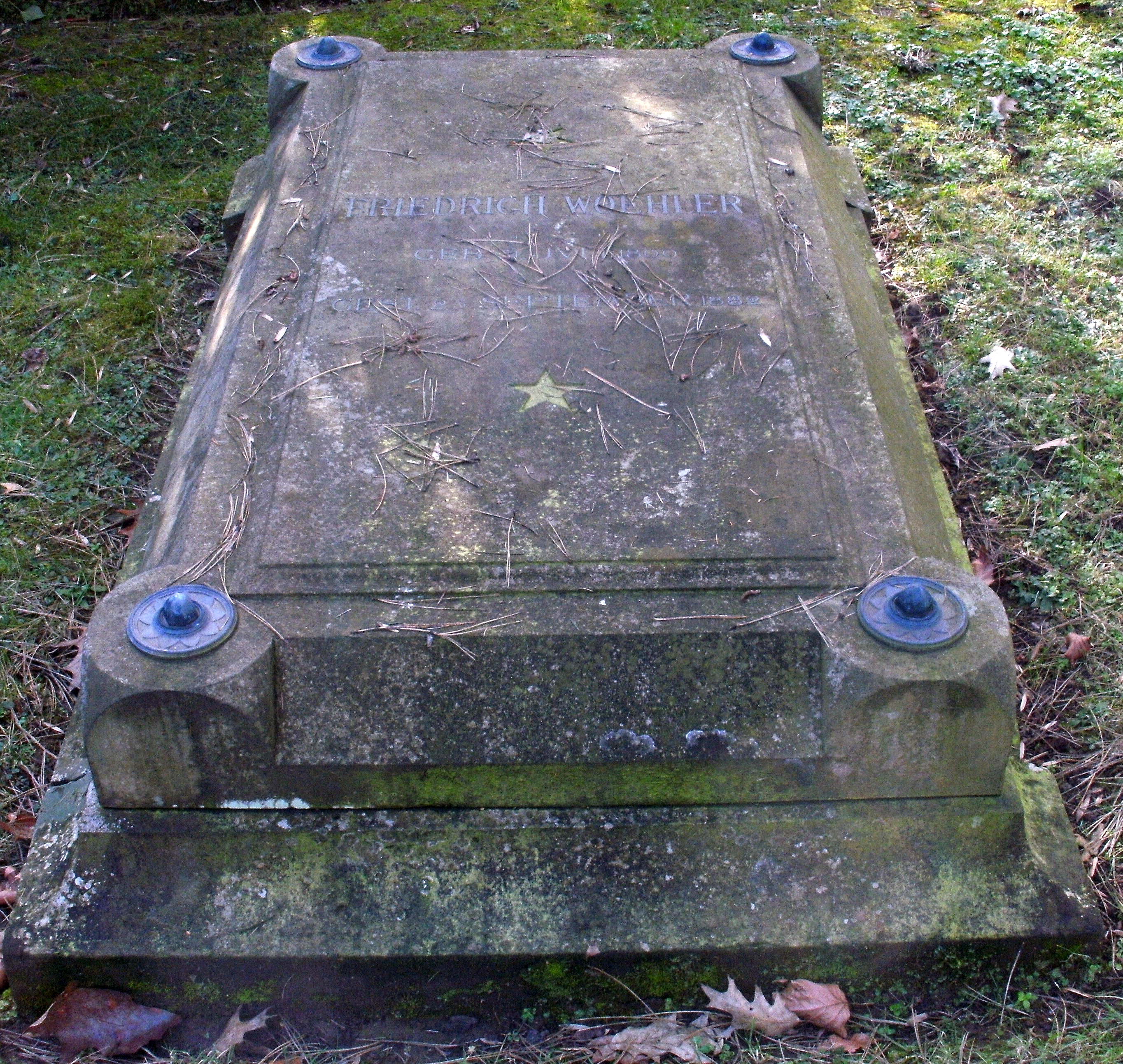
Grabmal für Friedrich Wöhler auf dem Stadtfriedhof Göttingen (Aufnahme 2009)

Friedrich Wöhler (* 31. Juli 1800 in Eschersheim (heute Stadtteil von Frankfurt am Main); † 23. September 1882 in Göttingen) war ein deutscher Chemiker. Er ist unter anderem bekannt durch die Harnstoffsynthese, welche ihm 1828 gelungen war.

## Leben
Wöhler erhielt am 8. August 1800 in Frankfurt am Main seine christliche Taufe. 1814 bis 1820 besuchte er das Städtische Gymnasium in Frankfurt. Ab 1820 studierte Wöhler Medizin in Marburg und Heidelberg, ab 1821 auch Chemie bei Leopold Gmelin, der bei Wöhler das Interesse für dieses Fach geweckt hatte. 1823 schloss er sein Medizinstudium in Heidelberg mit Promotion ab und konzentrierte sich fortan nur noch auf die Chemie. Gmelin war so beeindruckt von Wöhlers experimentellem Geschick bei der Isolierung von Dicyan und Cyanursäure, dass er ihm ein 1823 bis 1824 erfolgtes Praktikum beim renommierten Chemiker Jöns Jakob Berzelius in Stockholm vermittelte.
Von 1825 bis 1831 war er Lehrer an der Berliner Gewerbeschule, wo ihm für die Entdeckung der Harnstoff-Synthese am 21. August 1828 auf königlichen Erlass der Titel eines Professors verliehen wurde. Am 5. Dezember 1826 ersuchte ihn der Bürgermeister von Berlin, für die Schüler ein Compendium der Chemie zu verfassen; zu dieser Zeit bearbeitete er bereits die Übersetzungen der Lehrbuchreihe von Berzelius.
1831 bis 1836 übte er eine Lehrtätigkeit an der Höheren Gewerbeschule (polytechnischen Lehranstalt) in Kassel aus.
Erst nach dem Tod von Friedrich Stromeyer erhielt Wöhler 1836 seinen ersten Ruf auf eine akademische Position an einer Universität. Es war der Lehrstuhl für Chemie und Pharmazie der Georg-August-Universität Göttingen.
Friedrich Wöhler starb 1882. Sein Grabmal befindet sich auf dem Stadtfriedhof Göttingen (Abt. E 4, nahe am Haupteingang an der Kasseler Landstraße).

## Leistungen
Wöhler gilt als Pionier der organischen Chemie wegen seiner Synthese von Oxalsäure durch Hydrolyse von Dicyan 1824 und von Harnstoff aus Ammoniumcyanat am 22. Februar 1828. Diese Synthesen eröffneten das Feld der Biochemie, da zum ersten Mal Stoffe, die bisher nur von lebenden Organismen bekannt waren, aus „unbelebter“ Materie künstlich erzeugt werden konnten. Diese In-vitro-Synthesen wurden zunächst von den Chemikern kaum wahrgenommen. Mit zunehmendem Erfolg der Chemiker auf dem Gebiet der organischen Synthesechemie sah man aber Wöhlers Synthese als Beginn dieses Zweiges der Chemie an, womit sich rund um die Harnstoffsynthese geradezu ein „Schöpfungsmythos“ der organischen Chemie entwickelte, der bis heute in vielen Chemielehrbüchern, aber auch historischen Darstellungen zu finden ist. Die damit verbundene These, Wöhler habe mit seiner Synthese die Theorie des Vitalismus widerlegt, also die Anschauung, dass eine transzendente Lebenskraft (vis vitalis) zur Erzeugung organischer Stoffe unabdingbar sei, trifft jedoch nicht zu. Richtig ist vielmehr, dass mit der Harnstoff-Synthese der Anstoß für weitere Untersuchungen gegeben wurde und so das Konzept der Lebenskraft für die Chemie zusehends bedeutungslos wurde. Seine Oxalsäure-Synthese aus Dicyan fand lange Zeit überhaupt keine Beachtung.
Schon ein Jahr zuvor, 1827, hatte er eine Reduktionsmethode zur Herstellung von reinem Aluminium entwickelt (Wöhler-Prozess); mit dem gleichen Verfahren gelang ihm 1828 die Isolierung von Beryllium und Yttrium sowie 1856 die Darstellung von kristallinem Silicium.
Wöhler war eng befreundet mit Justus von Liebig, mit dem zusammen er um 1830 in Gießen die Radikaltheorie begründete. Mit dieser konnte erstmals die große Vielfalt organisch-chemischer Verbindungen systematisch erklärt werden (siehe auch Geschichte der Substitutionsreaktion).
Schüler von Wöhler wie Ernst Schulze legten mit ihren pflanzenchemischen Untersuchungen einen weiteren Grundstein zur Etablierung der Biochemie als einen eigenen Wissenschaftszweig und zählen heute gemeinsam mit Wöhler zu deren Begründern (siehe auch Biochemie).
Besondere kulturhistorische Dokumente sind die Briefwechsel zwischen ihm und befreundeten Wissenschaftlern.
Wöhler ist auch bekannt als Entdecker der Synthese von Calciumcarbid (1862, identifizierte auch dessen Hydrolyseprodukt Ethin), von Benzoesäure aus Benzaldehyd und von Hydrochinon aus Chinon. Ferner gelang ihm die Isolierung von Nickel aus Nickelarsenid.

## Familie
Wöhler wurde am 31. Juli 1800 als Sohn des Tierarztes, Agrarwissenschaftlers und Pädagogen August Anton Wöhler und dessen Ehefrau Anna Catharina geb. Schroeder in Eschersheim (heute Frankfurt-Eschersheim) geboren. Sein Geburtshaus, Alt-Eschersheim 71, steht heute unter Denkmalschutz.
Wöhler war seit seiner Hochzeit 1830 in Kassel mit Franziska Wöhler (* 25. September 1811; † 11. Juni 1832) verheiratet. Nach ihrem Tod bei der Geburt des zweiten Kindes 1832 heiratete er in Kassel Julie Pfeiffer (* 13. Juli 1813; † 1. Dezember 1886). Er hatte sechs Kinder (zwei aus erster und vier aus zweiter Ehe). Seine Tochter Sophie heiratete den Geheimen Regierungsrat und Oberbürgermeister der Stadt Göttingen Georg Merkel (1829–1898).

## Originalzitate
Brief an Berzelius 1828: „Ich kann, so zu sagen, mein chemisches Wasser nicht halten und muss ihnen sagen, daß ich Harnstoff machen kann, ohne dazu Nieren oder überhaupt ein Thier, sey es Mensch oder Hund, nöthig zu haben. Ich fand, daß immer wenn man Cyansäure mit Ammoniak zu verbinden versucht, eine kristallisierte Substanz entsteht, die … weder auf Cyansäure noch Ammoniak reagiert …, und es bedurfte nun weiter Nichts als einer vergleichenden Untersuchung mit Pisse-Harnstoff, den ich in jeder Sicht selbst gemacht hatte, und dem Cyan-Harnstoff. Wenn nun … kein anderes Produkt als Harnstoff entstanden war, so mußte endlich … der Pisse-Harnstoff genau dieselbe Zusammensetzung haben, wie das cyansaure Ammoniak. Und dies ist in der That der Fall …“

## Literarische Tätigkeiten
Als Dank für den Aufenthalt bei Jöns Jakob Berzelius fertigte Wöhler in den Jahren 1825–1841 von 13 schwedischen Bänden des „Lehrbuchs für Chemie“ die deutschen Übersetzungen an.
- Lehrbuch der Chemie, Bd. 1.1 (2. Aufl. 1825), übersetzt von F. Wöhler
- Lehrbuch der Chemie, Bd. 2.1 (1. Aufl. 1826), übersetzt von F. Wöhler
- Lehrbuch der Chemie, Bd. 2.2 (1. Aufl. 1826), übersetzt von F. Wöhler
- Lehrbuch der Chemie, Bd. 3.1 (1. Aufl. 1827), übersetzt von F. Wöhler
- Lehrbuch der Chemie, Bd. 3.2 (1. Aufl. 1828), übersetzt von F. Wöhler
- Lehrbuch der Chemie, Bd. 4.1 (1. Aufl. 1831), übersetzt von F. Wöhler
- Lehrbuch der Chemie, Bd. 4.2 (1. Aufl. 1831), übersetzt von F. Wöhler
- Lehrbuch der Chemie, Bd. 5 (3. Aufl. 1835), übersetzt von F. Wöhler
- Lehrbuch der Chemie, Bd. 6 (3. Aufl. 1837), übersetzt von F. Wöhler
- Lehrbuch der Chemie, Bd. 7 (4. Aufl. 1838), übersetzt von F. Wöhler
- Lehrbuch der Chemie, Bd. 8 (3. Aufl. 1839), übersetzt von F. Wöhler
- Lehrbuch der Chemie, Bd. 9 (3. Aufl. 1840), übersetzt von F. Wöhler
- Lehrbuch der Chemie, Bd. 10 (3. Aufl. 1841), übersetzt von F. Wöhler

- Lehrbuch der Tierchemie. Deutsch von F. Wöhler. Reutlingen 1832

Wöhler half auch seinem Freund Liebig, als dieser 1837 personelle Engpässe in der Redaktion der Annalen der Chemie und Pharmacie bekam.
Herr Professor Dr. Wöhler in Göttingen hat sich auf meine Bitte entschlossen, von jetzt an thätigen Antheil an der Redaction der Annalen zu nehmen. [Liebig-Zitat aus dem Vorwort des Bands 26 (1838)]
Bis kurz vor seinem Tode verlegten sie gemeinsam diese damals einzigartige Fachzeitschrift.
Als 1868 in Berlin von Adolf von Baeyer die Mitgliederzeitschrift Chemische Berichte der Deutschen Chemischen Gesellschaft zu Berlin vorgestellt wurde, gehörten „die Herren Liebig, Wöhler und Bunsen“ bereits zu den Ehrenmitgliedern dieser Gesellschaft. 1877 wurde Wöhler für ein Jahr zum Vorstand gewählt.
Weitere Schriften (Auswahl):
- Grundriß der organischen Chemie. Braunschweig 1840; 13. Aufl. 1882.
- Beispiele zur Übung der analytischen Chemie. 1849.
- Die Mineralanalyse in Beispielen. 1861.

## Ehrungen

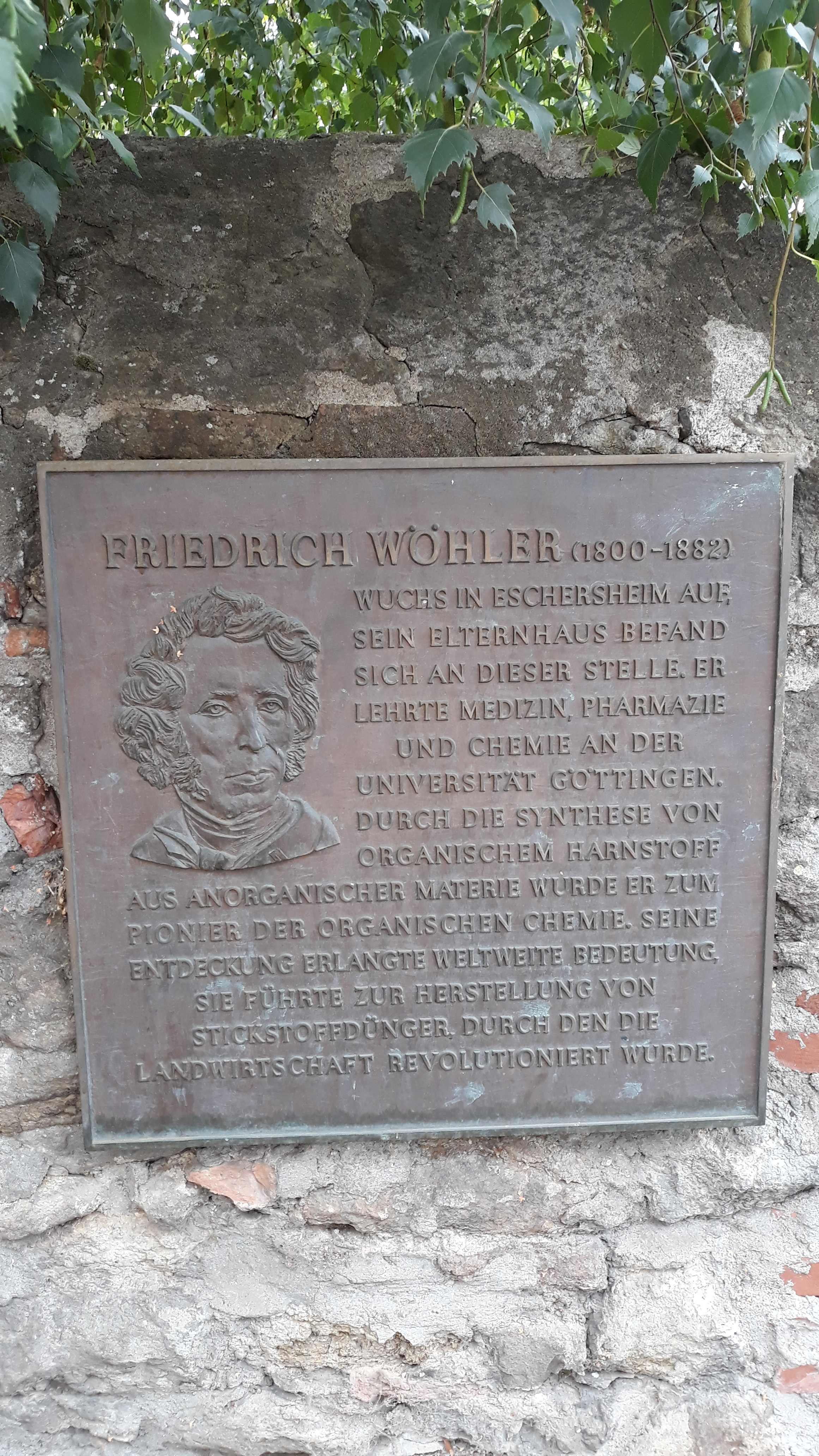
Gedenktafel am Geburtshaus in Alt-Eschersheim.

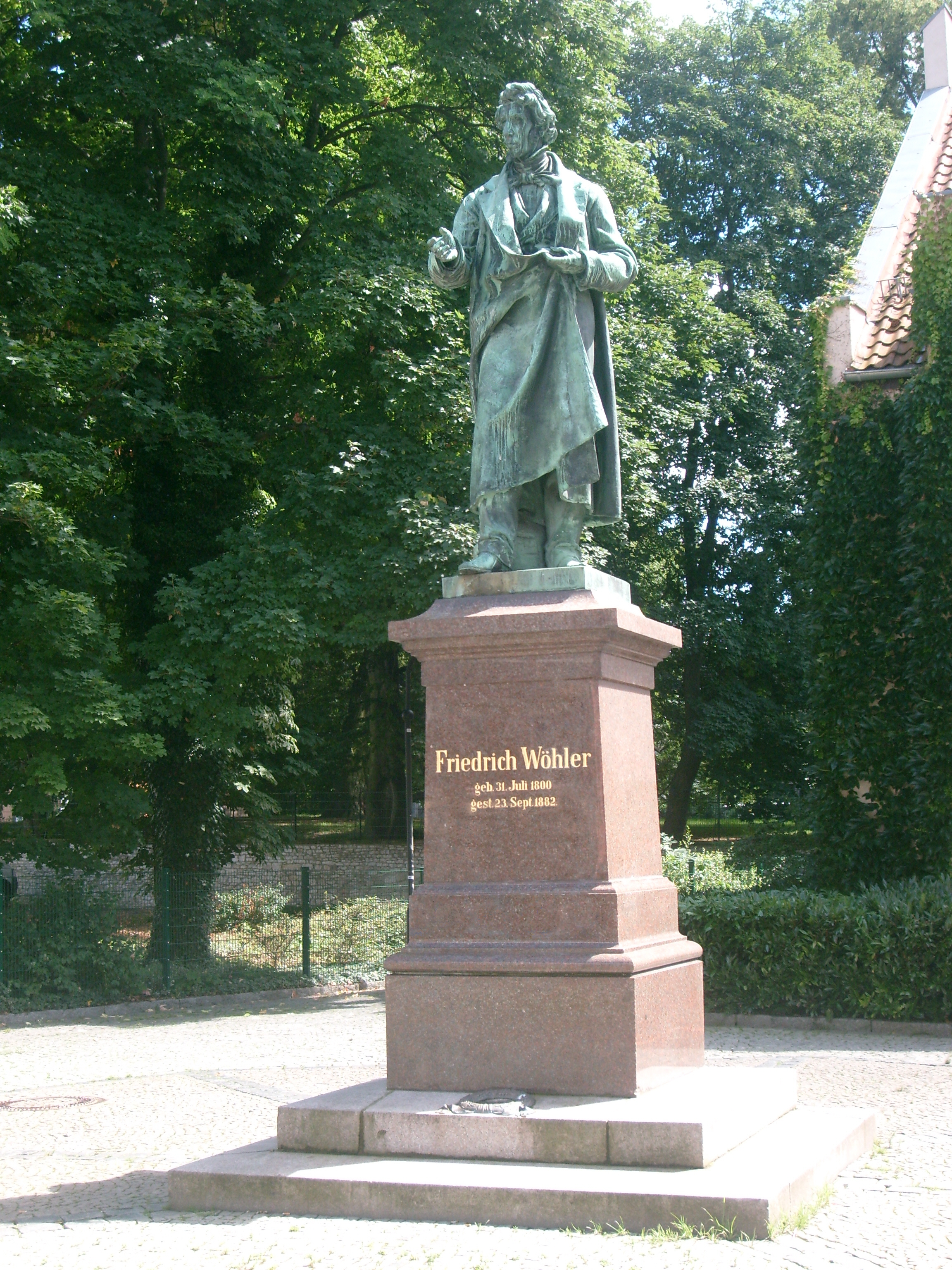
Friedrich-Wöhler-Denkmal (1890) in Göttingen

50-Pf-Sondermarke der Deutschen Bundespost (1982)

- 1839 wurde er zum korrespondierenden und 1847 zum auswärtigen Mitglied der Bayerischen Akademie der Wissenschaften ernannt.[11]
- 1845 Aufnahme als korrespondierendes Mitglied in die Académie des sciences (ab 1864 auswärtiges Mitglied).[12]
- Ein von Theodor Scheerer 1843 beschriebenes, neues Mineral erhielt Wöhler zu Ehren den Namen Wöhlerit.[13]
- Seit dem 31. Juli 1857 ist er Ehrenbürger der Stadt Göttingen.
- Korrespondierendes Mitglied der Russischen Akademie der Wissenschaften in Sankt Petersburg seit dem 9. Dezember 1853.[14]
- 1854 Wahl zum auswärtigen Mitglied der Royal Society in London.[15]
- 1858 wurde er zum Mitglied der Leopoldina gewählt.[16]
- Wöhler wurde am 24. Januar 1864 vom König von Preußen in den Orden Pour le Mérite für Wissenschaft und Künste aufgenommen.[17]
- 1865 wurde Wöhler in die National Academy of Sciences gewählt.
- Bei der Gründung der Deutschen Chemischen Gesellschaft 1867 ernannte man ihn zusammen mit Bunsen und Liebig zu Ehrenmitgliedern dieser Gesellschaft.
- Wahl zum Ehrenmitglied (Honorary Fellow) der Royal Society of Edinburgh am 2. Dezember 1867[18]
- Er wurde von Napoleon III. zum Ritter der Ehrenlegion ernannt.
- Mitglied der Göttinger Königlichen Gesellschaft der Wissenschaften.
- Mitglied der Königlichen Akademie der Wissenschaften zu Berlin.
- Stufe Commandeur 2. Klasse des Guelphen-Ordens (1861)
- Ritter des Kronen-Ordens 2. Klasse mit Stern.
- 1873 wurde er in die American Academy of Arts and Sciences gewählt.
- 1880 Cothenius-Medaille der Leopoldina
- Zum neunzigsten Geburtstag am 31. Juli 1890 wurde auf dem Wöhlerplatz in Göttingen ein von Ferdinand Hartzer geschaffenes und von der Deutschen Chemischen Gesellschaft gestiftetes lebensgroßes Bronzestandbild Wöhlers eingeweiht.[19] Es stand anfangs vor dem Auditorium der Universität und wurde 1985 an den ehemaligen Standort seines Wohnhauses versetzt.[20] Das Bodenpflaster davor zeigt die Strukturformel des Harnstoffs.

## Ehrendes Gedächtnis
- Von 1960 bis 1991 vergab die Chemische Gesellschaft der DDR einen Friedrich-Wöhler-Preis.
- Der Wöhler-Preis für Nachhaltige Chemie (früher Wöhler-Preis für ressourcenschonende Prozesse) der GDCh (Nachfolgegesellschaft der DChG).
- Zum hundertsten Todestag wurde 1982 eine Gedenkbriefmarke mit der chemischen Struktur von Harnstoff von der Deutschen Bundespost herausgegeben.
- An die Freundschaft zwischen Liebig und Wöhler erinnert der Liebig-Wöhler-Freundschaftspreis für Chemiegeschichte.
- Der Mondkrater Wöhler ist nach ihm benannt.
- 1885 wurde die Wöhlerstraße in Ludwigshafen am Rhein nach ihm benannt. Sie liegt gegenüber der BASF SE zwischen Tor 1 und Tor 2.
- 1907 wurde die Wöhlerstraße in der damaligen Bayer-Kolonie in Wiesdorf (heute Leverkusen) nach ihm benannt.[21]
- 1929 wurde die Wöhlergasse in Wien-Favoriten nach ihm benannt.
- Das 1972 gegründete Friedrich-Wöhler-Gymnasium in Singen (Hohentwiel) trägt seinen Namen.
- Am Campus Nord der TU Dortmund ist der Friedrich-Wöhler-Weg nach ihm benannt.
- In Bonn ist nach ihm die Friedrich-Wöhler-Straße in Bonn-Auerberg benannt, deren größter Anlieger die ehemalige Vereinigte Aluminium-Werke AG (VAW) (seit 2002 Teil von Norsk Hydro) ist.[22]
- Weitere nach ihm benannte Friedrich-Wöhler-Straßen gibt es in Kassel, in Neumünster (Schleswig-Holstein), in Embsen (Landkreis Lüneburg) und in Schwedt/Oder.
- Die Pflanzengattung Woehleria Griseb. aus der Familie der Fuchsschwanzgewächse (Amaranthaceae) ist nach ihm benannt.[23]

- Aber: Das bereits seit 1870 Wöhlerschule benannte Gymnasium in Frankfurt am Main ist nach seinem Vater August Anton Wöhler benannt.